# Hoplolabis (Parilisia) estella
Hoplolabis (Parilisia) estella is een tweevleugelige uit de familie steltmuggen (Limoniidae). De soort komt voor in het Palearctisch en Nearctisch gebied.